# Arthur Horseau
Arthur Horseau (* 5. Mai 1993) ist ein französischer Triathlet und Ironman-Sieger (2023). Er wird in der Bestenliste französischer Triathleten auf der Ironman-Distanz geführt.

## Werdegang
Arthur Horseau konnte im September 2021 auf der Triathlon-Mitteldistanz den Ironman 70.3 Pays d’Aix France und damit sein erstes Ironman-70.3-Rennen gewinnen.
Im Juni 2022 wurde er Dritter beim Ironman France.
Im Mai 2023 konnte Horseau bei der 31. Austragung den Ironman Lanzarote für sich entscheiden und hier mit seiner Siegerzeit von 8:22:25 Stunden einen neuen Streckenrekord aufstellen. Er lief den abschließenden Marathon in 2:39:20 Stunden Leider kam Horseau 20 Minuten zu spät zur Slotvergabe auf Lanzarote für die inoffiziellen Weltmeisterschaften beim Ironman Hawaii und ging deshalb leer aus.

Im August verbesserte er den Streckenrekord mit seinem Sieg beim Embrunman um 14 Minuten auf 9:14:09 Stunden.

## Sportliche Erfolge
| Datum/Jahr   | Platz | Wettbewerb                                  | Austragungsort | Zeit     | Bemerkung           |
| ------------ | ----- | ------------------------------------------- | -------------- | -------- | ------------------- |
| 2. Sep. 2017 | 24    | FRA Sprint Triathlon National Championships | Quiberon       | 00:53:04 | Staatsmeisterschaft |
| 22. Mai 2016 | 25    | FRA Sprint Triathlon National Championships | Dunkerque      | 00:58:45 | Staatsmeisterschaft |

| Datum/Jahr    | Platz | Wettbewerb                                      | Austragungsort      | Zeit     | Bemerkung                                           |
| ------------- | ----- | ----------------------------------------------- | ------------------- | -------- | --------------------------------------------------- |
| 25. Aug. 2024 | DNF   | ITU Long Distance Triathlon World Championships | Townsville          | –        | ITU-Weltmeisterschaft auf der Triathlon Langdistanz |
| 14. Juli 2024 | DNF   | Ironman Vitoria-Gasteiz                         | Vitoria-Gasteiz     | –        | [ 5 ]                                               |
| 16. Juni 2024 | 2     | Ironman Austria                                 | Klagenfurt          | 07:52:20 | persönliche Bestzeit                                |
| 9. März 2024  | DNF   | T100 Triathlon World Tour                       | Miami               | –        |                                                     |
| 10. Sep. 2023 | 6     | Ironman World Championship                      | Nizza               | 08:18:36 |                                                     |
| 15. Aug. 2023 | 1     | Embrunman                                       | Embrun              | 09:14:09 | Streckenrekord                                      |
| 20. Mai 2023  | 1     | Ironman Lanzarote                               | Puerto del Carmen   | 08:22:31 | erster Ironman-Sieg und neuer Streckenrekord        |
| 26. Juni 2022 | 3     | Ironman France                                  | Nizza               | 08:35:06 |                                                     |
| 19. Sep. 2021 | 1     | Ironman 70.3 Pays d’Aix France                  | Aix-en-Provence     | 03:55:05 | [ 6 ]                                               |
| 27. Okt. 2019 | 3     | Ironman 70.3 Marrakech                          | Marrakesch          | 03:56:04 | [ 7 ]                                               |
| 16. Juni 2019 | 3     | Ironman 70.3 Les Sables d’Olonne                | Les Sables-d’Olonne | 04:02:44 |                                                     |
| 13. Mai 2018  | 17    | Ironman 70.3 Pays d’Aix France                  | Aix-en-Provence     | 04:16:28 |                                                     |

(DNF – Did Not Finish)